# Birkholz (Münchehofe)
Birkholz ist ein Gemeindeteil der amtsangehörigen Gemeinde Münchehofe im Landkreis Dahme-Spreewald (Brandenburg). Birkholz war bis 1974 eine selbständige Gemeinde. Die Verwaltungsaufgaben von Münchehofe werden vom Amt Schenkenländchen ausgeführt.

## Geographische Lage
Birkholz liegt ca. 3,5 km ostnordöstlich von Märkisch Buchholz. Die Gemarkung der früher eigenständigen Gemeinde grenzt im Norden an Hermsdorf (Gemeindeteil von Münchehofe) und Münchehofe, im Osten an Groß Eichholz (Ortsteil der Stadt Storkow (Mark)) und Neuendorf am See sowie im Südosten an Leibsch (letztere zwei Orte sind Ortsteile der Gemeinde Unterspreewald), im Süden an Köthen (Gemeindeteil der Stadt Märkisch Buchholz), und im Westen an die Stadt Märkisch Buchholz.
Der Ort ist nur über die L 74 von Märkisch Buchholz nach Münchehofe, Abzweig nach Birkholz zu erreichen.
Der größte Teil der Gemarkung ist bewaldet und liegt mit Ausnahme des südlichsten Teil in einem weichselkaltzeitlichen Dünenfeld mit großen Parabeldünen. Im Süden erreicht die Gemarkung mit einem schmalen Ausläufer gerade noch den Köthener See. Hier berührt auch der Dahme-Umflutkanal die Gemarkung. Nördlich des Ortskerns verläuft der Grenzgraben Birkholz, der zur Dahme zieht. Der tiefste Punkt liegt bei ca. 43 m ü. NHN, höchster Punkt bei etwa 48 m ü. NHN.
Auf der Gemarkung von Birkholz liegt der Gemeindeteil Klein Wasserburg.

## Geschichte
Der Ort wird urkundlich erstmals 1518 genannt. Nach Berthold Schulze soll Birkholz erst um 1500 angelegt worden sein. Wenn das Dorf tatsächlich erst um 1500 neu angelegt worden wäre, würde von Birkholz 1598 sicher nicht (mehr) von einem neu ufferbauten Dorf in der Heiden belegen gesprochen werden. Das Dorf wurde wohl im gleichen Zeitraum wie die anderen um Münchehofe gelegenen Dörfer (Buchholz, Hermsdorf und Eichholz) und Münchehofe selbst in der ersten Hälfte des 13. Jahrhunderts angelegt. Es fiel wohl nach 1518 wüst und wurde zu Ende des 16. Jahrhunderts neu aufgebaut. Der Ortsname ist von der mittelniederdeutschen Grundform *Berkholt = Ort an einem Birkenwald abgeleitet. Nach der Dorfstruktur war Birkholz ein Gassendorf mit Gut.

### Besitzgeschichte

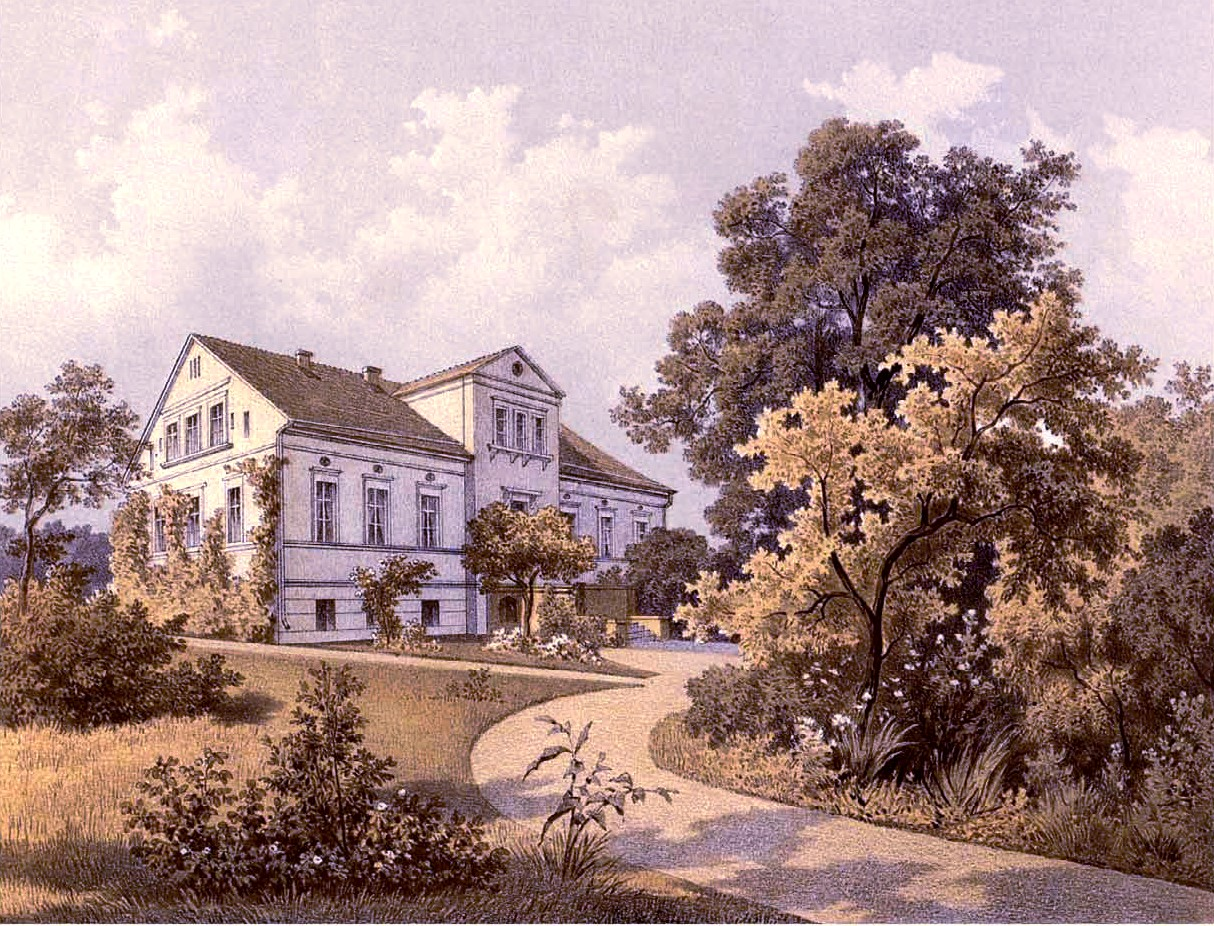
Rittergut Birkholz, Sammlung Alexander Duncker

Birkholz war meist Zubehör zum Rittergut in Münchehofe. Daher ist eine Darstellung der Besitzgeschichte von Münchehofe angebracht.
Am Freitag nach Viti 1486 (18. Juni 1486) verkaufte Hans von Bieberstein Münchehofe und halb Hermsdorf an Hasse von Langen, Sohn des Nickel von Langen I., zu Märkisch Buchholz gesessen, um 550 rheinische Goldgulden. Da hier Hermsdorf besonders genannt ist, dürften die anderen, erst 1519 genannten Ortschaften (Groß Eichholz, Neuendorf am See, Schwerin und?Birkholz) erst später verkauft und in den Besitz des Hasse von Langen (oder schon Nickel von Langen II.?) gekommen sein, oder sie waren schon im Besitz dieser Dörfer. Nach dem Erbregister von Storkow aus dem Jahr 1518 waren diese Dörfer nicht mehr im Besitz der Herrschaft, waren also im Besitz von Vasallen der Biebersteiner.
Am Donnerstag nach Thomas 1519 belehnte Bischof Dietrich von Lebus den Nickel von Langen II. (d. Ä.) mit Münchehofe, Hermsdorf, Groß Eichholz, Neuendorf am See und Schwerin. Birkholz fehlt zwar in dieser Aufzählung, jedoch lässt die Aufzählung der zu Münchehofe gehörenden Dörfer (einschließlich von Birkholz!) im Erbregister der Herrschaft Storkow von 1518 darauf schließen, dass auch Birkholz Zubehör zu Münchehofe war. Vom Rittergut Münchehofe mit dem Zubehör Hermsdorf, Groß Eichholz, Neuendorf am See, Schwerin und Birkholz mussten 2½ Ritterpferde für die Herrschaft gestellt werden. Nickel von Langen II. saß bereits 1511 auf dem Rittersitz Münchehofe. Er starb in der ersten Hälfte des Jahres 1523, denn sein Sohn Georg von Langen erhielt am 26. Juli 1523 einen neuen Lehenbrief für die genannten Dörfer. Am 1. Oktober 1530 verkaufte Georg von Langen das halbe Dorf Leibsch für 650 Gulden an Hans Steinkeller, Hauptmann in Beeskow.
1529 bestätigte Bischof Georg von Lebus die Lehen derer von Langen. Auch 1538 ist Georg von Langen zu Münchehofe nachgewiesen. In diesem Jahr verkaufte er einen Jahreszins von 6 Gulden im Dorf Groß Eichholz für ein Darlehen von 250 Gulden an das Domkapitel von Lebus. 1555 hatte Georg von Langen Münchehofe, Neuendorf am See, Groß Eichholz und Hermsdorf (in der Aufzählung fehlt wiederum Birkholz) von Bischof Johann von Lebus zu Lehen genommen. Die Gesamte Hand daran hatten Otto und Caspar von Langen zu Krausnick. Auch hier darf angenommen werden, dass Birkholz mit eingeschlossen war, denn bei der folgenden Belehnung wird Birkholz wieder mit aufgezählt.
Markgraf Johann von Brandenburg belehnte am 21. April 1556 den Georg von Langen zu Münchehofe und Krausnick mit Münchehofe, Hermsdorf, Groß Eichholz, Neuendorf am See, Schwerin und Birkholz sowie Fischereirechten in mehreren Seen. Das Verzeichnis der Roßdienste von 1565 listet die von Langen für die Güter Münchehofe, Hermsdorf, Groß Eichholz, Schwerin, Neuendorf am See und Birkholz mit zweieinhalb Pferden auf, die im Kriegsfall zu stellen waren.
Am 19. März 1573 erhielten die von Langen zu Münchehofe und Krausnick einen Lehnbrief von Markgräfin Katharina von Brandenburg-Küstrin, der Witwe des 1571 verstorbenen Markgrafen Johann von Brandenburg-Küstrin, über die Dörfer Münchehofe, Hermsdorf, Groß Eichholz, Neuendorf am See, Schwerin und Birkholz sowie Fischereirechten in mehreren Seen.
1577 erhielt Georg von Langen auch einen Lehnbrief des brandenburgischen Kurfürsten Johann Georg über Münchehofe und Zubehör. Georg von Langen ist 1578/9 gestorben, denn bei der Kirchenvisitation von 1579 ist bereits Nickel von Langen, Besitzer von Münchehofe, Hermsdorf, Neuendorf am See, Schwerin und Birkholz, der Patron der Kirche in Münchehofe. 1583 brachte Nickel von Langen für sein Gut Münchehofe zwei gerüstete Ritterpferde zu Musterung. Nach dem Wortlaut der Belehnung von 1573 war in dem Gut Münchehofe wohl Birkholz mit inbegriffen. Allerdings musste er verglichen mit 1565 ein halbes Ritterpferd weniger stellen. Nickel von Langen stiftete 1584 der Kirche in Münchehofe einen Messkelch. Der kurfürstlich-brandenburgische Rat und Rittmeister Nickel von Langen starb 1599. Sein Epitaph ist an der Ostseite der Münchehofer Kirche aufgestellt. Die Inschrift Anno 1599 Jahre ist in Gott entschlafen der edle gestrenge und ehrenfeste Nickel von Langen auf Monchehofe Chur- und furstlicher Brandenburg. Rittmeister und Raht. ist allerdings nicht mehr vollständig lesbar. 1598 bestätigte der brandenburgische Kurfürst Joachim Friedrich den drei Söhnen des Nickel von Langen, Georg, Andreas und Ernst ihre Lehenbriefe. Bei der Kirchenvisitation im Jahre 1600 waren die Collatores Georg und Ernst von Langen.
Am 10. Mai 1609 belehnte Kurfürst Johann Sigismund, Markgraf von Brandenburg, die Gebrüder Andreas und Ernst von Langen zu Krausnick und Münchehofe mit 1/2 Krausnick und Köthen und 1/4 Leibsch bzw. dem Dorf Birkholz. Ernst von Langen heiratete 1618 Elisabeth von Eichstädt. Er starb im September 1621 57 Jahre alt. Sein Grabstein ist an der Ostseite der Münchehofer Kirche aufgestellt (dortige Erklärungstafel).
Am 21. März 1620 belehnte Kurfürst Georg Wilhelm, Markgraf von Brandenburg, die Söhne des Andreas von Langen zu Krausnick und Münchehofe mit 1/2 Krausnick und Köthen und 1/4 Leibsch bzw. dem Dorf Birkholz.
Am 6. Juli 1621 schlossen die Brüder Nickel und Moritz Ernst von Langen einen Teilungsvertrag über das Gut Birkholz. Am 28. Mai 1627 verkaufte Nickel von Langen zu Münchehofe seinen Anteil an Birkholz an seinen Bruder Ernst Moritz (Moritz Ernst) für 1.900 Taler. 1656 war Moritz Ernst immer noch Besitzer von Münchehofe. Moritz Ernst von Langen war mit Anna Margarethe von Zobeltitz verheiratet. 1679 wird sie als die Witwe des Ernst von Langen auf Münchehofe und Birkholz bezeichnet.
1688 administrierten Caspar Sigismund von Muschwitz und seine Frau Dorothea von Zabeltitz die Güter Münchehofe und Birkholz. Am 15. April 1689 erteilte Kurfürst Friedrich III., Markgraf von Brandenburg, den Konsens zur Verpfändung von Münchehofe und Birkholz durch Moritz Ernst von Langen an Caspar Sigismund von Muschwitz auf Casel und Waltersdorf für 10 000 Taler auf 20 Jahre. Caspar Sigismund von Muschwitz verpfändete Birkholz kaum ein Jahr später um 2.000 Taler und auf 20 Jahre weiter an Nickel von Maltitz zu Tauche; Kurfürst Friedrich III., Markgraf von Brandenburg, erteilte am 11. Februar 1690 seinen Konsens zur Verpfändung von Birkholz.
Vor März 1695 hatte Ulrich Gottfried von Wolfersdorf Münchehofe und Birkholz erworben, denn am 18. März 1695 verzichtete Hans Ernst von Langen gegenüber Ulrich Gottfried von Wolfersdorf zu Münchehofe auf seine Wiedereinlösungs- und Lehnsansprüche an den Güter Münchehofe und Birkholz. Am 25. Februar 1696 erhielt Ulrich Gottfried von Wolfersdorf von Kurfürst Friedrich III., Markgraf von Brandenburg die Belehnung mit Münchehofe, Birkholz, einer Windmühle, dem Bückwitzsee und Fischereirechten im Selchow-See. Nach nur zwei Jahren verkaufte er am 28. Juli 1698 Münchehofe und Birkholz an Georg Rudolf Freiherr von Schweinitz für 20.000 Taler.
Georg Rudolf Freiherr von Schweinitz musste Münchehofe und Birkholz am 17. März 1702 mit 20.000 Talern zugunsten seiner Ehefrau belasten. Am 3. Februar 1706 verkaufte der Geheime Hof- und Kammergerichtsrat um Magdeburger Domherr Freiherr Georg Rudolf von Schweinitz und dessen Ehefrau das Gut Birkholz für 9 000 Taler an Friedrich Wilhelm von Langen. Am 18. Mai 1707 musste Georg Rudolf Freiherr von Schweinitz Münchehofe (und angeblich Birkholz) für 15.450 Taler an Gottfried Friedrich von Walther und Croneck verkaufen. Am 23. Mai 1707 veräußerte Gottfried Friedrich von Walther und Croneck Münchehofe (und angeblich Birkholz) zum selben Preis weiter an Heinrich Wilhelm von Goertz. Er blieb jedoch mitbelehnt an den beiden Gütern, wie dies in einer Urkunde vom 19. August 1707 bestätigt wurde. Es kann sich bei diesen zwei Verkäufen nur um das Gut Münchehofe gehandelt haben, denn Friedrich Wilhelm von Langen verkaufte am 6. Juni 1707 das Gut Birkholz für 8.000 Taler an Heinrich Wilhelm von Görtz.
Am 28. November 1707 belehnte König Friedrich I. und Markgraf von Brandenburg, Heinrich Wilhelm von Goertz mit Münchehofe, Hermsdorf, Schwerin und Birkholz. Heinrich Wilhelm von Goertz ist noch im Dezember 1709 gestorben. Am 13. Dezember 1709 gab König Friedrich [I.], Markgraf von Brandenburg, Johanna Auguste geb. von Kuhlwein, verwitwete von Goertz den Konsens zur Belastung von Münchehofe. Sie ließ die von ihrem Mann noch begonnene Verlängerung der Kirche nach Westen, den Herrschaftschor auf der Südseite und den Bau eines Turmes zu Ende führen. Am 18. Juli 1709 wurde der Turmknopf aufgesetzt.
Sie heiratete wenig später Graf Philipp von Arco und erhielt am 12. Juli 1710 von König Friedrich [I.], Markgraf von Brandenburg, den Konsens zur Nutzung von Münchehofe und Birkholz auf 20 Jahre. Graf Philipp von Arco und seine Ehefrau mussten allerdings am 6. August 1710 Münchehofe und Birkholz mit 1.000 Talern belasten, die sie von Joachim Christian Lüttke aufnahmen. Dazu gab König Friedrich I., Markgraf von Brandenburg am 15. August seine Zustimmung. Am 6. August 1715 verkauften Graf Philipp von Arco und seine Ehefrau Münchehofe und Birkholz an Hartwig Caspar Ernst von Platen (1655–1727) für 23.000 Taler.
Hartwig Caspar Ernst von Platen musste die Güter am 8. Oktober 1715 mit 15.000 Talern auf ein halbes Jahr zugunsten der Blumenthalschen Erben belasten. Am 9. November 1715 verkaufte er Birkholz für 7.500 Taler an Otto Joachim von Langen auf Groß Wasserburg. Am 29. Mai 1717 belehnte König Friedrich I. in seiner Eigenschaft als Markgraf von Brandenburg Hartwig Caspar von Platen mit Münchehofe, (Birkholz) und Schwerin. Vermutlich ließ er die Seitenflügel des Gutshauses in Münchehofe errichten. Nach Wiesike fand man in einem Seitenflügel einen Mauerstein mit der Jahreszahl 1723. Nach dem Tod des Landrats von Platen im Februar 1727 kaufte König Friedrich Wilhelm I. das Dominium Münchehofe von den Vormündern des minderjährigen Sohnes Ernst Friedrich von Plathen für 20.004 Taler. Die Vormünder waren der Landesdirektor der Prignitz Ludwig Carl von Platen und der Kapitän Hans Ernst von Burgsdorf.
Vom 2. Juli 1725 datiert eine Ehestiftung zwischen Heinrich Wilhelm von Langen auf Birkholz und Margarethe Gertraud von Oppen. Heinrich Wilhelm von Langen ist noch vor 1729 gestorben. Friedrich Wilhelm I. kaufte das Dorf Birkholz am 8. Juni 1728 von Heinrich Wilhelm von Langen für 20.284 Taler (nach Houwald waren es 22.000 Taler, nach Wiesike 20.561 Taler und 1896 Taler für Inventar und Frucht). Am 11. Juni 1729 kaufte die Witwe des Heinrich Wilhelm, Margarethe Gertraud geb. von Oppen als Vormund ihrer Söhne Joachim Heinrich und Otto Ernst das Gut Stradow bei Vetschau/Spreewald um 17.500 Taler von Christian Dietrich von Schlieben.
Friedrich Wilhelm I. überwies Birkholz dem kurz vorher gebildeten Amt Münchehofe seiner Herrschaft Königs Wusterhausen zur Verwaltung. Das Amt Münchehofe wurde von Amtmännern verwaltet. Die Vorwerke des Amtes wurden 1812 verkauft, das Amt Münchehofe wurde nun Rentamt, d. h. der Amtmann betrieb keine Eigenwirtschaft mehr, sondern zog nur noch die Renten in den zum Amt gehörigen Dörfern und von den Vorwerken ein.
Am 25. Oktober 1812 wurde das Vorwerk in Birkholz an den Amtmann Bornemann zu Eigentum verkauft. 1834 ging das Rittergut Münchehofe und Groß Eichholz in den Besitz von Johann Friedrich Wilhelm Steinhausen über, der es seinem Sohn Hans Heinrich Hermann Steinhausen vererbte. Birkholz und Hermsdorf gingen dagegen an Wilhelm Heinrich Ferdinand Gobbin, der 1851 starb. Hans Heinrich Hermann Steinhausen kaufte Birkholz 1851 von der Witwe Louise Gobbin. 1855 verkaufte er das Gut weiter an Franz Friedrich von Nordenskjöld (1819–1895). Nach Rauer (Hand-Matrikel: 1854) stammte von Nordenskjöld aus Mecklenburg-Schwerin. Nach dem Standardwerk der Genealogie, den Gothaischen Genealogischen Taschenbücher (GGT), stammt die Familie ursprünglich aus Schweden, mit Nobilitierung dort 1751 und der Aufnahme in den preußischen Adelsstand 1894. Das Gut hatte damals eine Größe von 1038 Morgen 58 QR, 800 Morgen Acker und 400 Morgen Wiese. Das Handbuch des Grundbesitzes verzeichnet Friedrich Franz von Nordenskjöld bis 1885 als Besitzer von Birkholz. Die Größe wird nun mit insgesamt 261 ha angegeben, davon 130 ha Acker, 85 ha Wiese, 25 ha Hutung, 20 ha Wald und 1 ha Ödland. Der Grundsteuerreinertrag betrug 1589 Taler. Die nächste Ausgabe des Handbuches des Grundbesitzes (von 1896) gibt als neuen Besitzer von Birkholz seinen Sohn Franz von Nordenskjöld (1862–1922) an. Nach Niekammer’s Güter-Adressbücher Band VII gehörte 1929 das Gut in Birkholz immer noch Franz von Nordenskjöld. Es hatte eine Größe von 380 ha (266 ha Acker, 60 ha Wiesen50 ha Wald, 4 ha Unland) und einen Grundsteuerreinertrag von 1622 Reichsmark. Nach der Website Unser Dorf Birkholz soll dagegen 1927 ein Dr. Eisner, Dr. Ing. Rudolf Eisner (1888–1945), geschäftsführender Gesellschafter des Stahlkonzerns Hahnsche Werke AG und Albert Hahn OHG, das Gut Birkholz erworben haben. Der Berliner Industrielle riss das ursprüngliche Haus ab und errichtete ein neues Anwesen inklusive ein Gutsinspektorenhaus an seiner Stelle. Für die Bauten wurde das Architektenpaar Alfred Breslauer und Paul Salinger engagiert. Darüber hinaus ließ Rudolf Eisner die Straße vom Ortsausgang Birkholz bis zur Einmündung in die L 74 (Verbindungsstraße Märkisch Buchholz-Münchehofe) mit Feldsteinen pflastern. Im Jahr 1932 wurde das Anwesen fertiggestellt, welches zum Wochenend- und Feriendomizil für die Familie Eisner und ihre Freunde wurde. Die Dorfbewohner konnten ihre Uhren nach Rudolf Eisners regelmäßiger Ankunft am Samstag um 16 Uhr stellen, da er jedes Wochenende pünktlich in Birkholz ankam. Eisner war ein hoch angesehener Metallurge, der als Direktor und Hauptaktionär der Hahnschen Werke AG fungierte, die vor ihrer Arisierung durch die Mannesmann AG 1938 eines der größten deutschen Stahlunternehmen war. Unter anderem entwarf Rudolf Eisner das Stahlrohr-Chassis des Mercedes W125, der 1937 zum Grand-Prix-Wagen avancierte. Da Dr. Eisner und seine Familie jüdischer Herkunft waren, mussten sie im Februar 1938 aus Birkholz und Deutschland vor den Nazis fliehen. Das Anwesen wurde enteignet und während des Krieges zu einem Krankenhaus umgebaut. Es wurde am 26. und 28. April 1945 durch schwere Bombenangriffe zerstört. Das Haus des Gutsinspektors blieb erhalten. Dr. Eisner starb im August 1945 in Großbritannien. In der im Jahr 2000 gut recherchierten neukommentierten Ausgabe der Duncker-Lithographien wird noch von einer zweiten neuen Besitzerfamilie gesprochen, von Familie Geyer. Laut GGT des Briefadels 1938 wohnte die Witwe Hildegard von Nordenskjöld noch in Birkholz. Auf Rittergut Birkholz geboren war der spätere Oberstleutnant im Generalstab Friedrich-Franz von Nordenskjöld (1907–1982).

## Dorfgeschichte

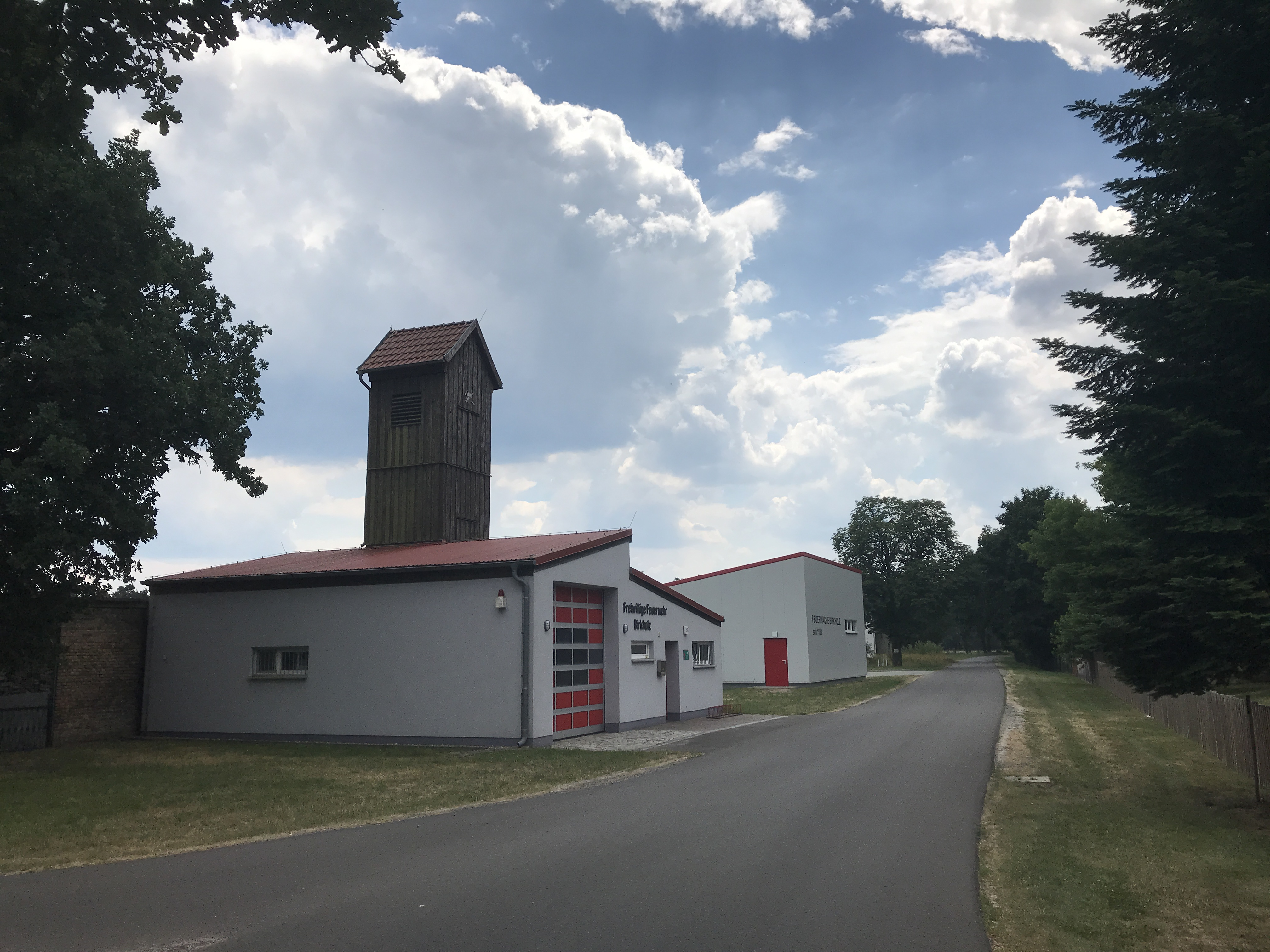
Gebäude der Freiwilligen Feuerwehr

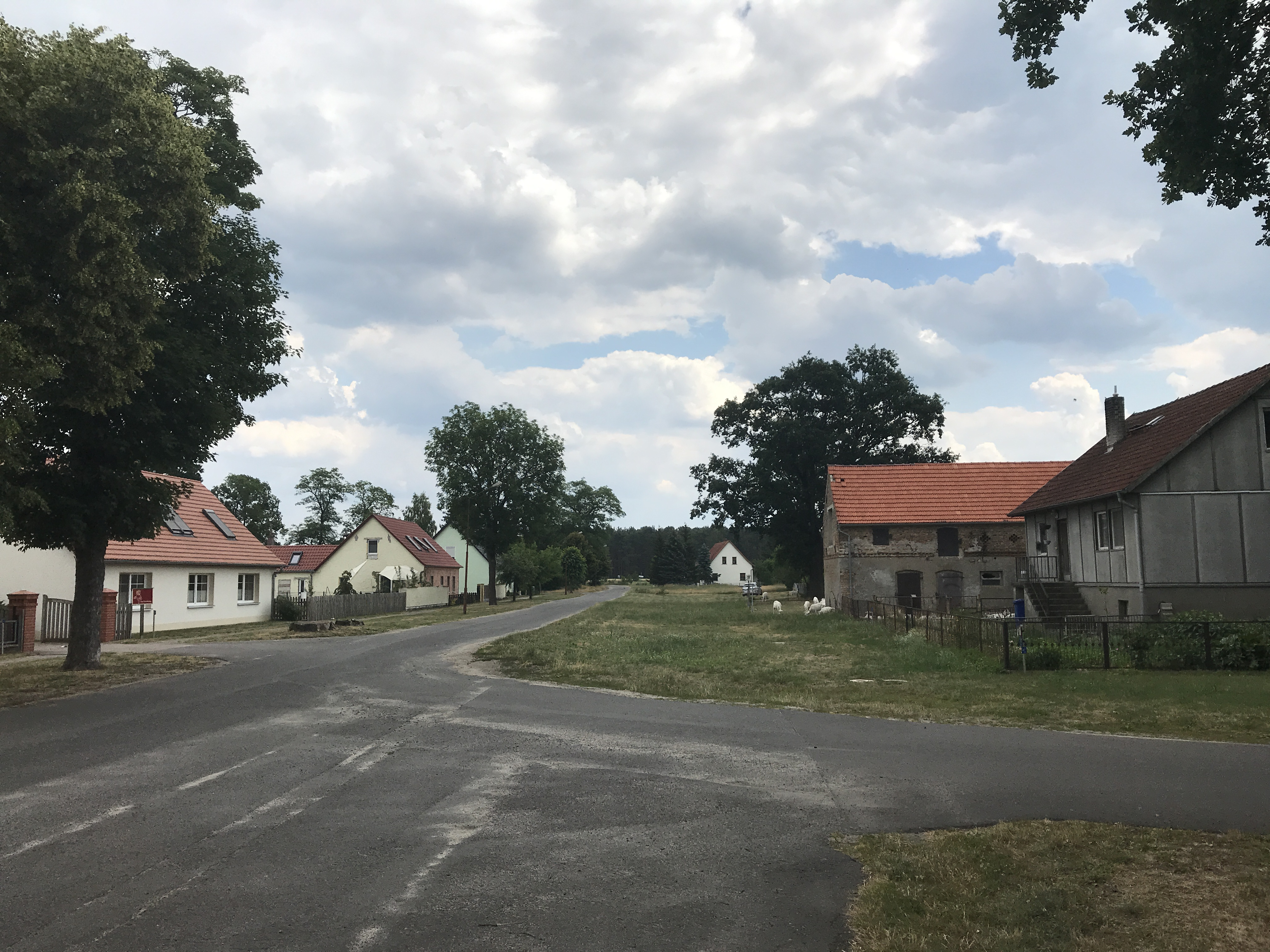
Dorfstraße in Birkholz

Um 1600 wohnten 16 Kossäten und ein Hirte im Dorf. Die Feldmark war nicht in Hufen eingeteilt. Der Dreißigjährige Krieg ging sicher nicht spurlos an Birkholz vorbei; 1692 waren von den zwölf Kossätenstellen immer noch drei Stellen wüst. Ein Pachtschäfer hütete das Vieh der Grundherrschaft wie auch der anderen Dorfbewohner. Die Aussaat pro Kossäte betrug 11 Scheffel 6¼ Metzen Wintersaat. Es wurde jährlich nur ein Feld besät, auf dem das dritte Korn gewonnen wurde, ein vergleichsweise geringer Ertrag. Jeder Kossät brachte durchschnittlich 1½ Fuder Heu ein. Die Hütung war mittelmäßig; die Birkholzer konnten aber soviele Schafe halten, wie sie ausfüttern konnten. Sie hatten aber keine Fischerei. Es gab aber genug Brennholz auf der Feldmark. 1727 wohnten 12 Hüfner im Ort. Sie werden allerdings 1745 wiederum als Kossäten bezeichnet. 1775 wohnten acht Ganzkossäten und 16 Einlieger im Ort. Es gab einen Krug, einen Teerofen und das Amtsvorwerk. Es wird besonders betont, dass die Feldmark nicht in Hufen eingeteilt war. Insgesamt gab es 26 Wohnhäuser (Feuerstellen) im Ort, in denen 111 Menschen wohnten. Bis 1837 hatte sich die Zahl der Wohnhäuser nicht verändert. 1858 gehörten zum Gemeindebezirk auch sieben Abbauten, darunter die sogenannte Kolonie (nordwestlich des Ortskerns) und der Teerofen. Im Gemeindebezirk standen 32 Wohngebäude und 59 Wirtschaftsgebäude. Das Vorwerk bzw. der Gutsbezirk bestand aus zwei Wohngebäuden und vier Wirtschaftsgebäuden. 1864 gab es neben dem Rittergut nur noch neun Kossätenstellen. 1900 hatte die Zahl der Wohngebäude im Gemeindebezirk auf 26 Häuser abgenommen. Im Gutsbezirk standen fünf Häuser. 1931 wurden nach der Vereinigung von Gemeinde- und Gutsbezirk insgesamt 40 Wohnhäuser gezählt. 1939 gab es im Dorf zwei Land- und Forstwirtschaftliche Betriebe in der Größenordnung von über 100 ha, zwei Betriebe mit 20 bis 100 ha, drei Betriebe mit 10 bis 20 ha, ein Betrieb mit 5 bis 10 ha und drei Betriebe mit 0,5 bis 5 ha. 1946 wurden in der Bodenreform 350 ha enteignet und 339 ha neu verteilt. 16 Landarbeiter und landlose Bauern erhielten 209 ha, 28 landarme Bauern erhielten 101 ha, dem Ausschuss für gegenseitige Bauernhilfe wurden 6 ha zugewiesen und die Behörden der Selbstverwaltung behielten sich 23 ha vor. 1953 bildete sich die erste LPG vom Typ I, die sich LPG Ernst Thälmann nannte. Sie hatte 1955 erst vier Mitglieder, die 46 ha landwirtschaftliche Nutzfläche bewirtschafteten. Sie ging 1957 zum Typ III über. 1960 gab es sogar drei LPG's in Birkholz, die LPG Typ III Ernst Thälmann mit mittlerweile 31 Mitgliedern und 165 ha landwirtschaftlicher Nutzfläche. Die LPG Typ I Frohe Zukunft hatte 11 Mitglieder und bewirtschaftete 60 ha Nutzfläche, Die dritte LPG, die LPG Typ I Fortschritt bewirtschaftete mit 20 Mitgliedern 102 ha Nutzfläche. 1961 wurde die LPG Typ I Frohe Zukunft an die LPG Ernst Thälmann angeschlossen. Eine neu gegründete LPG Typ I Goldene Ähre wurde wenig später mit der LPG Typ I Fortschritt vereinigt. 1971 wurde auch die LPG Typ I Fortschritt an die LPG Typ III Ernst Thälmann angeschlossen. Noch vor 1978 schloss sich die LPG Ernst Thälmann an die LPG Münchehofe an. In Birkholz war der Standort der Revierförsterei, in Kleinwasserburg der Sitz der Revier- und Oberförsterei Kleinwasserburg.
| Einwohnerentwicklung in Birkholz von 1774 bis 1971 | Einwohnerentwicklung in Birkholz von 1774 bis 1971 | Einwohnerentwicklung in Birkholz von 1774 bis 1971 | Einwohnerentwicklung in Birkholz von 1774 bis 1971 | Einwohnerentwicklung in Birkholz von 1774 bis 1971 | Einwohnerentwicklung in Birkholz von 1774 bis 1971 | Einwohnerentwicklung in Birkholz von 1774 bis 1971 | Einwohnerentwicklung in Birkholz von 1774 bis 1971 | Einwohnerentwicklung in Birkholz von 1774 bis 1971 | Einwohnerentwicklung in Birkholz von 1774 bis 1971 | Einwohnerentwicklung in Birkholz von 1774 bis 1971 | Einwohnerentwicklung in Birkholz von 1774 bis 1971 | Einwohnerentwicklung in Birkholz von 1774 bis 1971 | Einwohnerentwicklung in Birkholz von 1774 bis 1971 | Einwohnerentwicklung in Birkholz von 1774 bis 1971 |
| -------------------------------------------------- | -------------------------------------------------- | -------------------------------------------------- | -------------------------------------------------- | -------------------------------------------------- | -------------------------------------------------- | -------------------------------------------------- | -------------------------------------------------- | -------------------------------------------------- | -------------------------------------------------- | -------------------------------------------------- | -------------------------------------------------- | -------------------------------------------------- | -------------------------------------------------- | -------------------------------------------------- |
| Jahr                                               | 1774                                               | 1801                                               | 1817                                               | 1837                                               | 1858                                               | 1875                                               | 1895                                               | 1910                                               | 1925                                               | 1939                                               | 1946                                               | 1950                                               | 1964                                               | 1971                                               |
| Einwohner                                          | 111                                                | 150                                                | 150                                                | 193                                                | 226                                                | 261                                                | 226                                                | 189                                                | 188                                                | 209                                                | 317                                                | 315                                                | 203                                                | 202                                                |

### Kommunalpolitische Zugehörigkeit
Birkholz gehörte zur Herrschaft Storkow und die jeweiligen Ortsherren waren Vasallen der jeweiligen Besitzer der Herrschaft Storkow. 1518 verpfändete Ulrich V. von Bieberstein die Herrschaften Beeskow und Storkow an den Bischof von Lebus. 1556 wurde das Pfand weiter gegeben an brandenburgischen Markgrafen Johann von Küstrin. Doch erst 1575 wurde sie erbliches Lehen der brandenburgischen Kurfürsten unter böhmischer Oberhoheit. Aus den beiden Herrschaften ging der Beeskow-Storkowische Kreis hervor, der in dieser Form bis 1816 Bestand hatte. In der Kreisreform von 1816 wurden die beiden Herrschaften getrennt. Die frühere Herrschaft Storkow wurde mit dem Teltowischen Kreis zum Kreis Teltow-Storkow zusammengeschlossen, der bereits 1835 wieder aufgelöst wurde. Die beiden früheren Herrschaften Beeskow und Storkow wurden 1835 wieder in einem Kreis vereinigt (Landkreis Beeskow-Storkow).
1730 kam Birkholz an das Amt Münchehofe und damit zur Herrschaft Königs Wusterhausen. 1812 wurden die Vorwerke verkauft, das Amt war nur noch Rentamt. 1824 wurde es mit dem Amt Buchholz vereinigt und de facto aufgelöst. 1872/74 wurde schließlich auch das Amt Buchholz aufgelöst. Die Amtsaufgaben wurden auf die Kreisbehörden und die neu geschaffenen Amtsbezirke übertragen. Birkholz wurde dem Amtsbezirk 13 Münchehofe zugewiesen, Amtsvorsteher war Rittergutsbesitzer Schmidt auf Münchehofe, sein Stellvertreter Gutsbesitzer von Nordenskjöld auf Birkholz. 1928 wurden Gemeinde- und Gutsbezirk zur Gemeinde Birkholz vereinigt. 1929 kamen auch große Teile des aufgelösten Gutsbezirkes Kleinwasserburg zur Gemeinde Birkholz. 1931 war Birkholz Landgemeinde mit den Wohnplätzen Kolonie Birkholz und Kleinwasserburg. 1957 wurde nur noch Kleinwasserburg als Ortsteil bezeichnet, ebenso 1973. Zum 1. April 1974 wurden Birkholz zusammen mit Hermsdorf nach Münchehofe eingemeindet. Birkholz war dann nur noch Ortsteil von Münchehofe.
In der ersten Kreisreform von 1950 kam die Birkholz zum Kreis Lübben, der in diesem Zuschnitt aber nur bis 1952 Bestand hatte. In der zweiten umfassenden Kreis- und Bezirksreform kam Birkholz zum neu geschaffenen Kreis Königs Wusterhausen. Nach der Wende 1990 wurde dieser Kreis noch in Landkreis Königs Wusterhausen umbenannt. Er ging in der Kreisreform von 1993 im neuen Landkreis Dahme-Spreewald auf.
Im Zuge der Verwaltungsreform wurde 1992 das Amt Schenkenländchen gebildet, das u. a. auch die Verwaltungsgeschäfte der Gemeinde Münchehofe besorgte. Nach der offiziellen Behördenbezeichnung ist Birkholz nun ein bewohnter Gemeindeteil von Münchehofe, auch Klein Wasserburg hat nun den Status eines bewohnten Gemeindeteils von Münchehofe.

### Kirchliche Zugehörigkeit
Birkholz hat keine Kirche und war immer nach Münchehofe eingepfarrt. Münchehofe gehörte im Mittelalter und bis 1518 zum Bistum Meißen. Mit der Pfandherrschaft der Lebuser Bischöfe über die Herrschaften Beeskow und Storkow, beginnend im Jahre 1518, wechselte das Gebiet auch die Bistumszugehörigkeit und kam zum Bistum Lebus.
Bei der Kirchenvisitation im Jahre 1600 waren die Collatores Georg und Ernst von Langen.

## Persönlichkeiten
- Günter von Nordenskjöld (* 3. Februar 1910 in Birkholz; † 13. März 1997 in Sulingen), Agrarwissenschaftler und Politiker (CDU)

## Anmerkung
1. ↑  Das muss kein Widerspruch sein, denn die Güter-Adressbücher und auch die Handbücher des Grundbesitzes geben die Besitzverhältnisse mit einer gewissen zeitlichen Verzögerung von einem Jahr bis zu zwei Jahren wieder. Birkholz könnte durchaus schon 1927 verkauft worden sein, obwohl im Niekammer 1929 noch der alte Besitzer aufgeführt ist.

## Archivquellen (Auszug)
- König Friedrich I., Markgraf von Brandenburg, erteilt der Ehefrau des Freiherrn Georg Rudolf von Schweinitz seinen Konsens zur Belastung der Güter Birkholz und Münchehofe mit 20.000 Talern zu ihren Gunsten. 1702 März 17., In: Brandenburgisches Landeshauptarchiv Potsdam, ff. BLHA
- König Friedrich I., Markgraf von Brandenburg, erteilt Johanna Auguste verwitwete von Goertz den Konsens zur Belastung von Münchehofe. 1709 Dezember 13., BLHA